# Sportovní medicína
Sportovní medicína (v anglickém originále Sports Medicine) je dvanáctá epizoda z první řady seriálu Dr. House.

## Děj
Hráč baseballu, Hank Wiggen, natáčí protidrogový klip. Při nadhozu mu ale praskne v ruce kost. House se domnívá, že užíval steroidy, a tato teorie by vysvětlovala většinu příznaků. Začnou ho tedy léčit. Začne však mít dýchací potíže. Nakonec se Hank přiznává, že před pěti lety steroidy bral. Jelikož má poškozené ledviny, potřebuje transplantaci. Cuddyová ho ale odmítne zařadit do pořadníku. Jeho přítelkyně se tedy rozhodne mu věnovat svou. Vyšetření proběhne úspěšně, ale dárcem být nemůže, protože je těhotná. U Hanka nastávají zdravotní komplikace s jeho srdcem. Nejprve bije moc rychle, pak moc pomalu. Začne mít halucinace. House dedukuje, že takové problémy může způsobit digitalis. Zjistí, že digitalis užívá na své nemocné srdce Hankův trenér a že Hank mu prášky ukradl a pokusil se o sebevraždu. Dalším Housovým předpokladem je otrava kadmiem. Hank se přiznává, že kouří marihuanu a nakonec se zjistí, že právě marihuana, která vyrůstala v kontaminované zemině byla příčinou všeho.

## Diagnózy
- špatné diagnózy: osteopenie, braní steroidů, Addisonova choroba
- správná diagnóza: chronická otrava kadmiem z kontaminované marihuany